# Lago Aberdeen
El lago Aberdeen (del inglés: Aberdeen Lake) es un gran lago de Canadá, localizado en la región Kivalliq del Territorio Autónomo de Nunavut. Se encuentra en el escudo Canadiense, a unso 210 km al sur del círculo polar ártico. El lago, de forma alargado aunque irregular, tiene una superficie total de 1100 km² (con 1095 km² de agua) y mide cerca de 90 km en dirección este-oeste, con una península en el centro que lo separa casi dos mitades que se extienden casi 30 km en direcciónde norte-sur. Se encuentra a una altitud de 80 m. Los ríos Thelon (900 km) y Dubawnt (842 km) son los principales afluentes del lago, que drena a través del Thelon, que luego se adentra en el lago Baker antes de desaguar en el Chesterfield Inlet y la bahía de Hudson.
El Santuario de Vida Silvestre Thelon se encuentra al oeste. El lago Beverly y el lago Schultz están cerca.
Se llama así en honor de John Campbell Gordon, Lord Aberdeen (1847-1934), gobernador general de Canadá de 1893 a 1898, y fue nombrado por el geólogo y explorador Joseph Burr Tyrrell en su expedición por la región en 1893.